# Francisco Haghenbeck

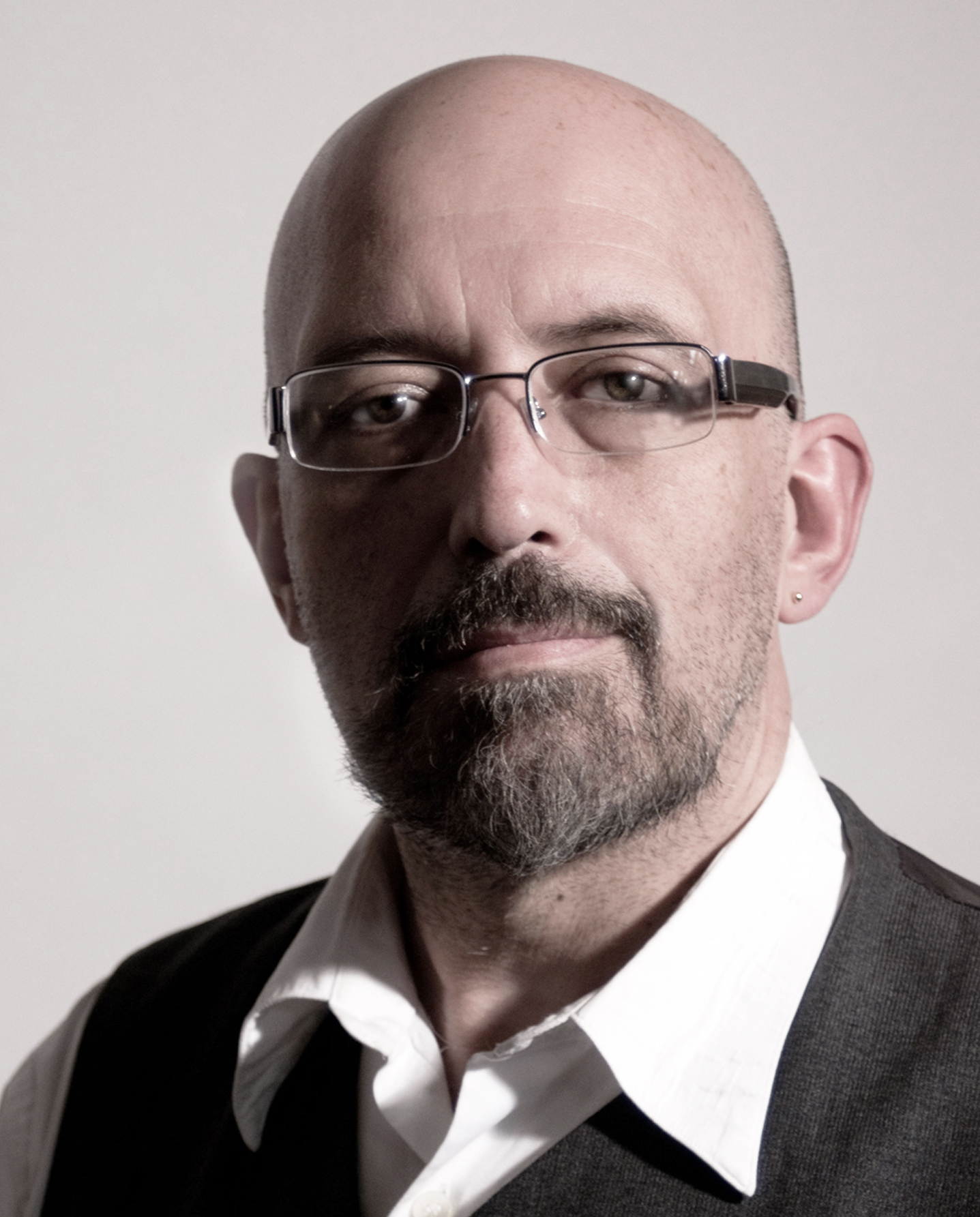
F. G. Haghenbeck (2014)

Francisco Gerardo Haghenbeck (* 1965 in Mexiko-Stadt, Mexiko; † 4. April 2021 in Tehuacán) war ein mexikanischer Buch- und Comicautor.

## Leben
Haghenbeck studierte in seinem Heimatland Architektur an der Universidad La Salle, bevor er in Museen arbeitete. Später arbeitete er als Fernsehproduzent. Er war Gründer der Zeitschrift Costal de Huesos, die sich mit dem mexikanische Comic befasst.
Er starb am Ostersonntag 2021 im Alter von 56 Jahren an den Folgen einer COVID-19-Erkrankung.

## Arbeiten als Comicautor
Zusammen mit Brian Augustyn und Oscar Pinto schrieb Haghenbeck zwischen 1999 und 2001 das Drehbuch für Crimson. Dies war eine Comicreihe von Fantasy- und Horrorgeschichten, die zuerst von Image Comics veröffentlicht und später Teil des DC-Comics-Labels Wildstorm wurde.
Für die Regierung von Mexiko-Stadt schrieb er die Comicreihe Los 7 Pecados capitales (Die sieben Todsünden), die zur Prävention und der Anzeige von Straftaten anregen sollte. Die nächste Veröffentlichung war Los Chidos, eine Geschichte über Geburtenkontrolle für mexikanische Auswanderer. Bei Editorial Clío erschien seine Zusammenstellung Clásicos universales en comics (Weltklassiker in Comics). 2010 veröffentlichte er seine Anthologie Un mexicano en cada hijo te dio, ferner mit Tony Sandoval das Kinderbuch Santa vs los vampiros y los hombres lobo (Santa gegen die Vampire und die Wolfsmenschen).

## Buchautor
- Trago Amargo (Bitterer Trank), ein Kriminalroman, der während der Dreharbeiten zu Die Nacht des Leguans spielt.
- El código nazi (Der Nazi-Kodex), ein Spionageroman, der von Mexiko während des Zweiten Weltkriegs handelt.
- Solamente una vez: toda la pasión y melancolia en la vida de Agustín Lara. Editorial Planeta Mexicana, México, D.F., Mexico 2007, ISBN 978-9703707157. Eine Roman-Biographie des Komponisten und Dichters Lara.
- Hierba Santa, ein Roman, der das Leben von Frida Kahlo zum Thema hat. Veröffentlicht 2009 bei Editorial Planeta.
  - deutsch: Das geheime Buch der Frida Kahlo. Roman, aus dem Spanischen con Maria Hoffmann-Darteville; Insel Taschenbuch, Berlin 2011 ISBN 978-3-458-35701-8
- Aliento a muerte, ein Thriller, dessen Handlung im Zweiten Mexikanischen Kaiserreich angesiedelt ist. Veröffentlicht 2010 bei Editorial Salto de Pagina.
- Un mexicano en cada hijo te dio, illustriert von Bachan. Altea, Mexico, D. F., Mexico 2010, ISBN 978-6071107497.
- El diablo me obligó. Suma de Letras, Mexiko-Stadt D.F. 2011, ISBN 978-6071109576.
- En el crimen nada es gratis. Ediciones B, 2014.

## Ehrungen und Auszeichnungen
Haghenbeck erhielt verschiedene Preise in Mexiko, z. B.:
- 2005: Jules-Verne-Preis, der Preis für Fiction in Guadalajara, Mexiko
- 2006: Premio Nacional de Novela ''Una Vuelta de Tuerca''